# شهرستان تارنوبژگ
شهرستان تارنوبژگ (به لهستانی: Powiat Tarnobrzeg) یک شهرستان در لهستان است که در استان پودکارپاتسکیه واقع شده‌است. شهرستان تارنوبژگ ۵۲۰٫۰۲ کیلومتر مربع مساحت و ۵۳٬۷۳۰ نفر جمعیت دارد.